# Герб Богданівки (Броварський район)
Герб Богданівки — один з офіційних символів села Богданівка, Броварського району Київської області.
Розроблені районною комісією символи затвердила ІІ сесія Богданівської сільської ради 3-го (ХХІІІ) скликання рішенням від 19 червня 1998 року. Після зауважень і рекомендацій Українського геральдичного товариства проекти у робочому порядку доопрацював М. Юхта.

## Опис (блазон)
У синьому полі зі срібною облямівкою золота 8-променева зірка з накладеним на неї червоним подвійним хрестом.
Щит вписаний у еклектичний картуш, увінчаний золотою сільською короною.

## Зміст
Зірка з подвійним хрестом є символом духовного відродження, означає світло та життя.
Золота корона з колосків означає сільський населений пункт.